# Euplectrus prashanti
Euplectrus prashanti is een vliesvleugelig insect uit de familie Eulophidae. De wetenschappelijke naam is voor het eerst geldig gepubliceerd in 2005 door Khan, Agnohitri & Sushil.